# Wembley Arena
Die Wembley Arena (derzeit durch Sponsoringvertrag offiziell OVO Arena Wembley) ist eine Mehrzweckhalle in Wembley, Teil des Londoner Stadtbezirks Brent, im Nordwesten der englischen Hauptstadt. Sie ist eine der traditionsreichsten Arenen weltweit und, nach der O₂ Arena mit bis zu 20.000 Plätzen, die größte Veranstaltungshalle von London. Sie liegt in direkter Nachbarschaft zum Wembley-Stadion.

## Geschichte
Der Wembley Empire Pool wurde für die British Empire Games 1934, den Vorläufer der Commonwealth Games, errichtet. Der Bau begann im November 1933. Die Einweihung nahm der Duke of Gloucester am 25. Juli 1934 vor. Die Halle wurde vom Ingenieur und Architekt Owen Williams entworfen. Sie enthielt ursprünglich ein Schwimmbecken, aufgrund dessen die Halle den Namen Wembley Empire Pool (bis Februar 1978) trug. Bei den British Empire Games vom 4. bis 11. August wurden die Wettkämpfe im Boxen, Ringen, Schwimmen und Wasserspringen ausgetragen. Das erste Eishockeyspiel fand im Oktober 1934 statt. Das Schwimmbecken wurde letztmals bei den Olympischen Spielen 1948 genutzt. Heute wird die Arena hauptsächlich für Konzerte, Show- und Sportveranstaltungen verwendet.
Von 2005 bis 2006 wurde der über 70 Jahre alte Bau im Zuge des Neubaus des Wembley-Stadions komplett saniert und mit einem Konzert der Synthiepop-Band Depeche Mode am 2. April 2006 wiedereröffnet. 2012 war die Wembley Arena bei den Olympischen Sommerspielen Austragungsort der Wettkämpfe im Badminton und der Rhythmischen Sportgymnastik.
Im September 2013 wurde die ASM Global neuer Betreiber der Wembley Arena. Die Vereinbarung mit dem Besitzer Quintain Estates and Development plc läuft über 15 Jahre. Im April 2014 wurde bekannt, dass die Wembley Arena ab dem 1. Juni des Jahres den Namen The SSE Arena Wembley tragen wird. Der Sponsoringvertrag mit der SSE plc hatte ein Laufzeit von zehn Jahren und eine Höhe von 15 Mio. £. Mitte Februar 2022 wurde das Energieversorgungsunternehmen OVO Energy der neue Namensgeber der Halle.
Im September 2022 gab der Eigentümer Quintain Estates and Development plc den Verkauf der OVO Arena Wembley an die Intermediate Capital Group (ICG) bekannt. Über die Höhe des Kaufpreises wurden keine Angaben gemacht. Quintain selbst hatte 2002 ein 44 Acre großes Gelände mit der Wembley Arena erworben.

## Nutzung

### Musik
Die Beatles gaben 1966 in der Wembley Arena im Rahmen des NME Poll-Winners-Konzerts ihr letztes offizielles Konzert in Großbritannien. Einen Zuschauerrekord stellte der Sänger David Cassidy 1973 auf, als er auf seiner ersten Tournee durch Großbritannien sechsmal an einem Wochenende in der ausverkauften Wembley Arena auftrat. Die schwedische Popgruppe ABBA spielte 1979 ebenfalls sechsmal in einer Woche in der ausverkauften Halle und veröffentlichte mit The Way Old Friends Do einen bei diesen Konzerten aufgenommenen Song auf dem Album Super Trouper. 1983 gaben The Animals ein Silvesterkonzert, dessen Aufnahme nach ihrer erneuten Trennung im folgenden Jahr veröffentlicht wurde.
Prince erzielte mit 16 ausverkauften Konzerten 1990 einen weiteren Besucherrekord. Die Britpop-Band Blur spielte im Dezember 1999 in der ausverkauften Wembley Arena; ein Mitschnitt dieses Konzerts erschien später auf einer Limited-Edition ihres Albums Blur: The Best Of. Pearl Jam hält den Zuschauerrekord bei einer einzigen Veranstaltung von 12.470 Besuchern 2007.
Die häufigsten Auftritte in der Arena kann Cliff Richard verzeichnen, der 2008 sein 60. Konzert in der Halle gab. Whitney Houston ist mit 29 Konzerten die am häufigsten aufgetretene Musikerin, Status Quo ist mit derzeit (März 2011) 46 Konzerten die Musikgruppe mit den meisten Auftritten (als Hauptgruppe).

### Sport
In der Geschichte des Halle fanden zahlreiche Sportwettkämpfe, vor allem Boxveranstaltungen und Eishockeyspiele, in der Wembley Arena statt. Mit den Wembley Lions und den Wembley Monarchs trugen zwei Eishockeymannschaften in den 1940er-, 50er- und 60er-Jahren regelmäßig ihre Heimspiele in der Arena aus, zudem diente die Halle in der Saison 1973/74 dem Eishockeyteam London Lions als Heimstadion. Des Weiteren fanden in der Arena jährlich die Play-offs der British Hockey League statt, bevor die Liga 1996 den Spielbetrieb einstellte. Außerdem wurden in der Halle bislang verschiedene Wettbewerbe im Netball, Darts, Basketball, Hallenfußball, Snooker und Mixed Martial Arts ausgetragen. Von 1957 bis 1993 fanden dort jährlich die All England statt, bis 1977 die inoffizielle Weltmeisterschaft im Badminton. In den Jahren von 1979 bis 1983 wurden im Winter Speeway-Rennen abgehalten. Dafür wurde in der Zeit eine 117 yd (ca. 108 m) lange Bahn angelegt.
Bei den Olympischen Sommerspielen 1948 kam die Wembley Arena bei den Schwimmwettbewerben, Wasserspringen und Wasserball und Boxen zum Einsatz. Die Arena war bei den Olympischen Spielen 2012 Austragungsort der Wettbewerbe im Badminton und der Rhythmischen Sportgymnastik. Im Jahr 2008 kamen Spekulationen auf, nach denen die Wembley Arena auch für Vorrundenspiele des olympischen Basketballturniers genutzt werden könnte, um somit 90 Mio. £ für den Bau einer neuen Arena einsparen zu können. Diese Pläne wurden aber schließlich verworfen.
Zwischen 2008 und 2011 gastierte die Premier League Darts viermal jeweils an einem Spieltag in der Arena, darunter zwischen 2009 und 2011 an den turnierentscheidenen Playoffs.
Von 2007 bis 2011 wurde das Masters im Snooker in der Arena ausgetragen.

### Weitere Veranstaltungen
In der Wembley Arena finden zudem regelmäßig weitere Veranstaltungen statt, wie beispielsweise Auftritte von Comedians wie Eddie Izzard oder Lee Evans sowie Eisshows wie Holiday on Ice oder Disney on Ice.
Die WWE zeichnete im April 2006 und Oktober 2007 verschiedene Sendungen ihrer Shows RAW und SmackDown in der Halle auf. Das Gastspiel der Pay-per-View-Veranstaltung Insurrextion in der Arena war die letzte Veranstaltung überhaupt, die unter dem alten Namen World Wrestling Federation aufgenommen wurde. Zudem gastierte die Total Nonstop Action Wrestling im Januar 2009 im Stadion und erzielte dabei einen für die Organisation neuen Zuschauerrekord von 8.100 Besuchern.
Vom 20. bis 23. September 2018 fanden die Play-offs des Faceit Major: London 2018, einem Turnier in der E-Sport-Disziplin Counter-Strike: Global Offensive, statt.

## Square of Fame

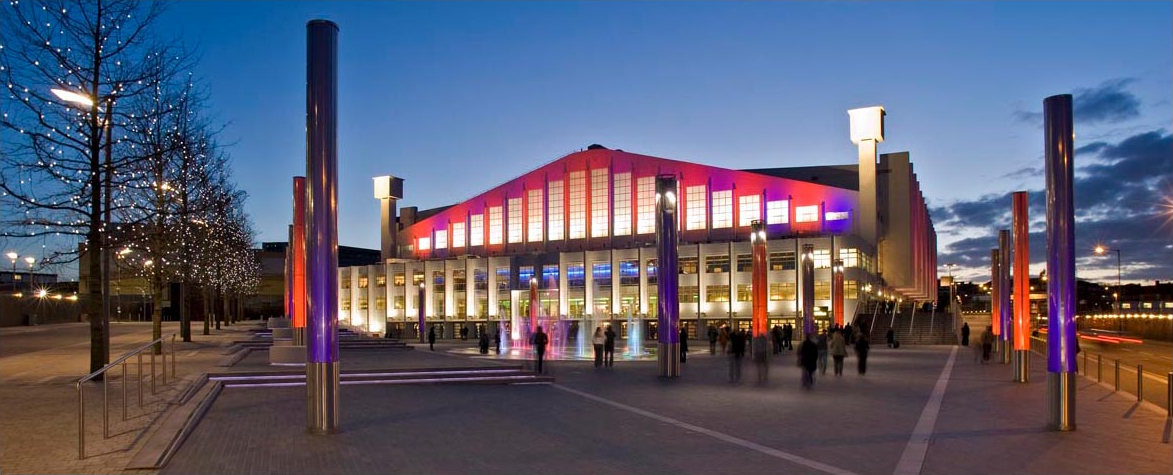
Die Wembley Arena und der Square of Fame bei Nacht

Mit der Neueröffnung der Arena im Jahr 2006 wurde ein Square of Fame eingerichtet, auf dem in Anlehnung an den Hollywood Walk of Fame berühmte Persönlichkeiten aus der Geschichte der Wembley Arena auf Bronzetafeln mit Name und Unterschrift verewigt sind. Den ersten Stern erhielt Madonna am 1. August 2006. Es folgten Gedenktafeln für Cliff Richard, Rick Parfitt und Francis Rossi (Status Quo), Kylie Minogue, Stephen Hendry, Dolly Parton, Bryan Adams, Lionel Richie, Westlife, die Harlem Globetrotters, Melanie B und Lee Evans.

## Galerie

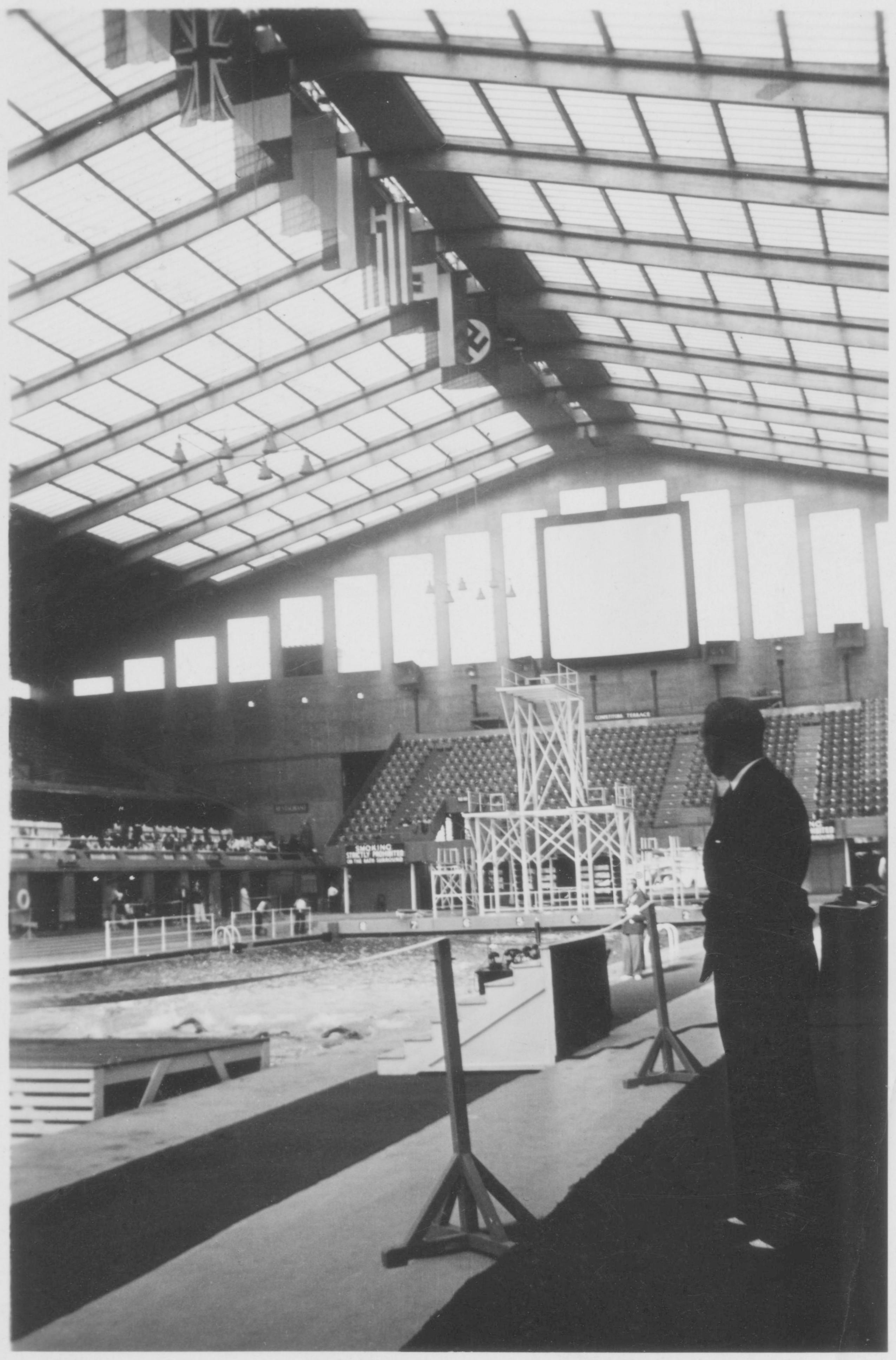
Der Wembley Empire Pool während der Schwimmeuropameisterschaften 1938
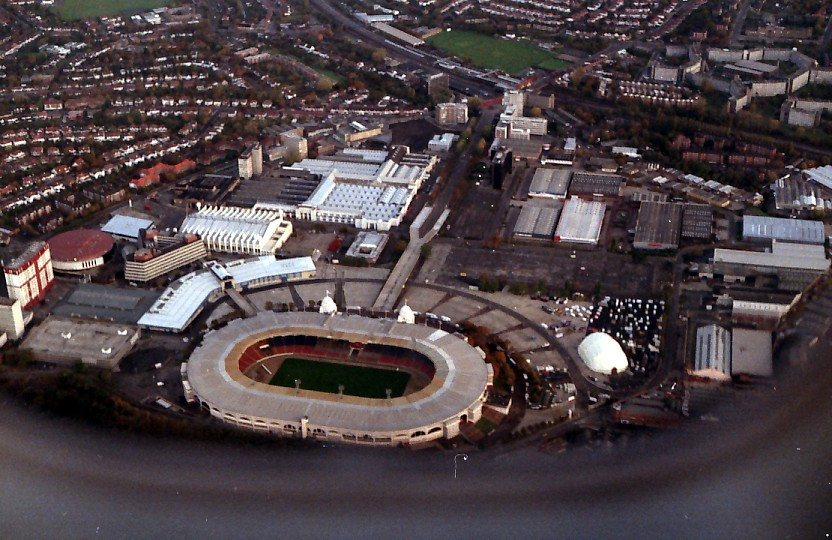
Die Wembley Arena zu Zeiten des alten Wembley-Stadions (1991)
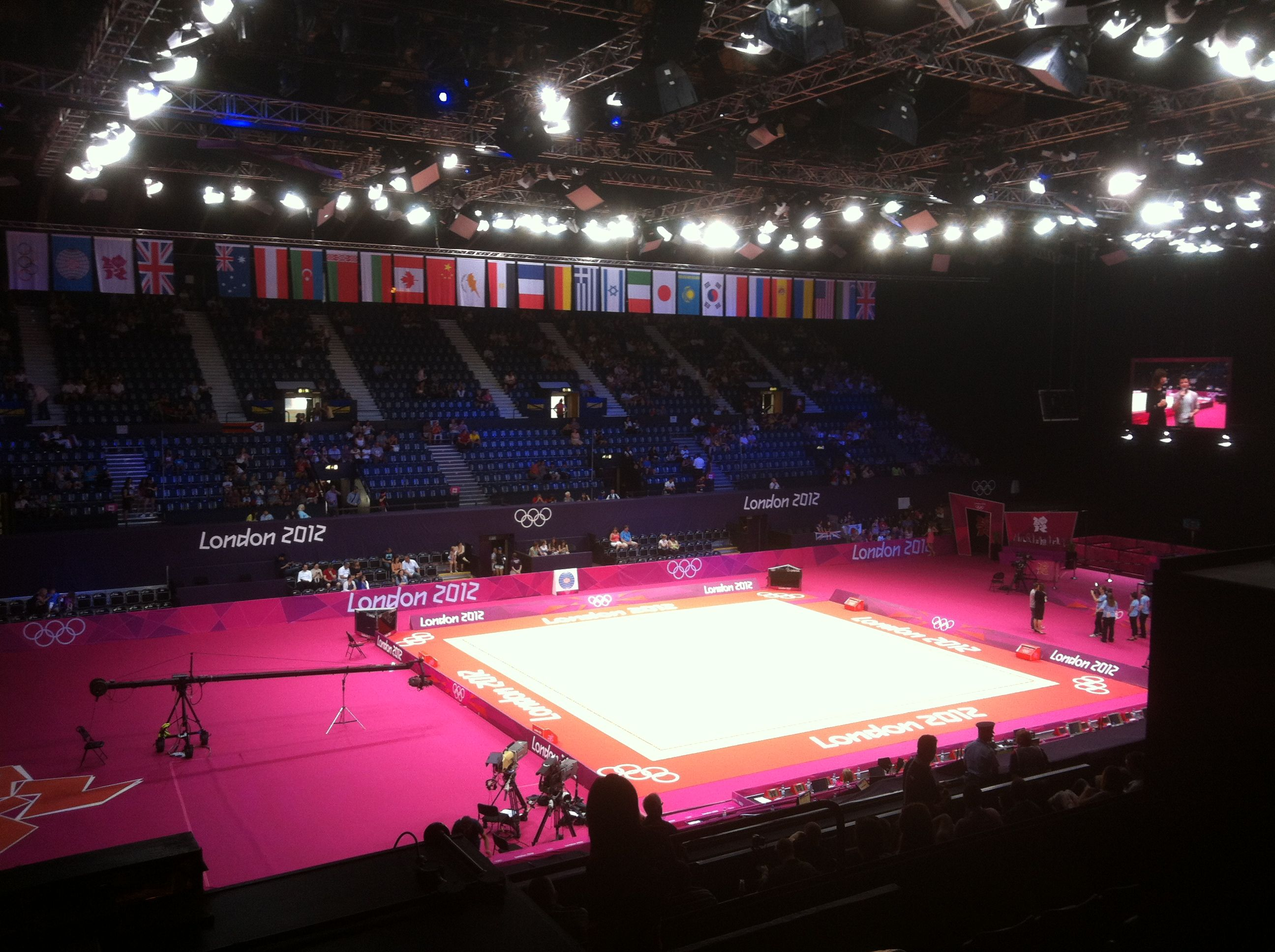
Rhythmische Sportgymnastik während der Olympischen Sommerspiele 2012
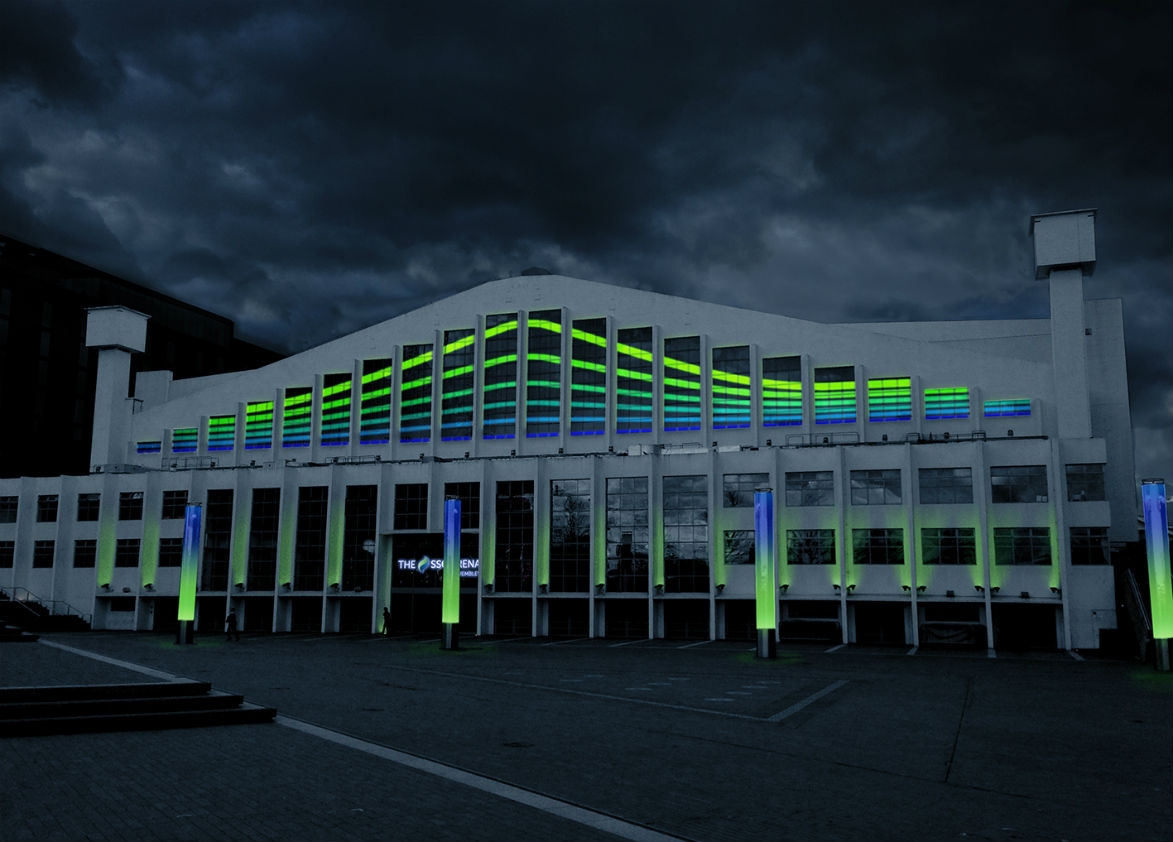
Die Halle mit neuem Namen und den Farben des Sponsors (2014).